# Location identifier
Ein Location Identifier (LID) ist eine symbolische Repräsentation eines Namens und der Position eines Flughafens, einer Navigationshilfe oder einer Wetterstation. Sie werden für die Arbeit der Fluglotsen, in der Telekommunikation und Wetterberichten genutzt.

## Internationale Codes

### ICAO-Flugplatzcode
ICAO-Flugplatzcodes dienen zur Identifizierung von Flugplätzen. Sie werden von der Internationalen Zivilen Luftverkehrsorganisation (International Civil Aviation Organization (ICAO)) vergeben. ICAO-Codes werden von der Flugsicherung, bei der Flugplanung sowie im Flugbetrieb verwendet.

### IATA-Flughafencode
Der IATA-Flughafencode besteht aus einer Kombination von jeweils drei alphabetischen Zeichen und dient der Identifikation von Flughäfen. Er wird meist parallel zum ICAO-Flugplatzcode genutzt.

## Nationale Codes

### USA: FAA Identifier
Die US-amerikanische Federal Aviation Administration vergibt Location Identifier, die zwischen drei und fünf alphanumerischen Zeichen lang sind. Sie bezeichnen nicht nur Flughäfen und -plätze, sondern können auch Navigationspunkte beschreiben.

### Brasilien: CIAD
Die brasilianische Luftfahrtbehörde Agência Nacional de Aviação Civil (ANAC) vergibt für Flugplätze den Código de Identificação do Aeródromo (CIAD). Der Code besteht aus zwei Buchstaben und vier Ziffern. Die Buchstaben stehen für den Ort, die Ziffern werden aufsteigend vergeben. Hubschrauberlandeplätze beginnen mit „AD“.

### Kanada: Transport Canada Identifier
Das kanadische Verkehrsministerium Transport Canada vergibt vierstellige Codes für kanadische Flugplätze, die aus Buchstaben und Zahlen bestehen. Sie beginnen mit dem Buchstaben „C“.

### Mexiko: AFAC-Code
Die Agencia Federal de Aviación Civil (AFAC) vergibt dreistellige Codes aus Buchstaben für Flugplätze und Hubschrauberlandeplätze.

### Russland
In Russland werden nationale Codes vergeben, die aus drei bzw. vier kyrillischen Buchstaben bestehen. Der für den Flugplatz einmalige Code besteht aus drei Buchstaben, angegeben wird er aber vierstellig beginnend mit entweder dem Buchstaben „У“ oder „Ь“. In vielen Fällen existiert nur einer der beiden Codes, in einigen Fällen beide. Für den Flughafen Barnaul beispielsweise existieren die beiden Codes „УНББ“ und „ЬНББ“, die beide den dreistelligen Code „НББ“ beinhalten.